# Міккель Борх-Якобсен
Міккель Борх-Якобсен (нар. 1951) — американський літературознавець, дослідник психоаналізу та гіпнозу. Професор порівняльного літературознавства та французької мови в Університеті Вашингтона в Сіетлі і автор багатьох праць з історії та філософії психіатрії, психоаналізу та гіпнозу. Народився в сім'ї вихідців з Данії, почав навчання у Франції та емігрував до Сполучених Штатів у 1986 році. Його конструктивістський аналіз спільного продукування психічних «фактів» підкреслює точність історичних розповідей про психічні розлади.
Борх-Якобсен відомий своєю позицією в суперечках навколо психоаналізу, особливо у зв'язку з публікацією 2005 року «Чорної книги психоаналізу» (Le Livre noir de la psychanalyse), до якої він зробив великий внесок. У рецензії на книгу Борх-Якобсена Folies à plusieurs. De l'hystérie à la dépression («Божевілля багатьох. Від істерії до депресії») П'єр-Анрі Кастель називає його «одним із найбільш полемічно налаштованих мислителів щодо фройдистських воєн».

## Біографія
Борх-Якобсен вивчав філософію у Філіпа Лаку-Лабарта та Жана-Люка Нансі, двох філософів, близьких за думками та діалогами з Жаком Дерріда та Жаком Лаканом.
У 1981 році в Страсбурзькому університеті він подав докторську дисертацію на тему «Фройдистський суб'єкт», згодом почав викладати на кафедрі психоаналізу Венсенського університету в Парижі, де Жак Лакан вперше заявив про себе
У 1986 році емігрував до США.

## Критика психоаналізу

### Гіпноз
У 1983 році Борх-Якобсен взяв участь у зустрічі на тему гіпнозу в лікарні Фернана-Відаля, де приєднався до обговорення гіпнозу разом з такими дослідниками, як Леон Черток, Рене Жирар і Франсуа Рустанг. Наступного року разом з Еріком Мішо та Жан-Люком Нансі він опублікував книгу «Гіпноз». У цій книзі автори розглядають всю історію терапевтичного гіпнозу, коли психологічна чи соціологічна теорія потрапляє під підозру в небезпечних регресіях від інтелектуальних, етичних і політичних ідей.
21 січня 1985 року він представив доповідь на конференції під назвою «L'hypnose dans la psychanalyse» («Гіпноз у психоаналізі») перед Товариством психосоматичної медицини. Текст цієї статті був опублікований у співпраці з Чертоком у 1987 році з відповідями багатьох психоаналітиків, філософів і соціологів, таких як Жорж Лапассад, Октав Манноні та Франклін Раускі.
У цій статті Борх-Якобсен навів докази того, що психоаналітичний перенос є формою зміненого стану свідомості, який можна порівнянти з тими, які існували в роботі психотерапії, що передувала психоаналізу, від шаманізму до гіпнотизму за допомогою тваринного магнетізму школи Нансі. Він стверджував таке: «За визнанням самого Фройда, феномен переносу — це не що інше, як відродження в лоні [психоаналітичних] технік характерних стосунків („взаємозв'язку“) технік гіпнозу: залежність, підкорення або знову. .. виняткове поклоніння лікарю» (" le phénomène du transfert n'est rien d'autre, de l'aveu même de Freud, que le resurgissement, au sein du dispositif analytique, de la relation (du « rapport ») caractéristique du dispositif hypnotique : dépendance, soumission ou encore… valorisation exclusive de la personne du médecin "). Він підкреслив, що, таким чином, існує важливий ризик навіювання з боку психоаналітика, тим більше, коли сам психоаналітик не усвідомлює цих явищ.
Тоді Борх-Якобсен знову підтвердив, що Зигмунд Фройд, почавши використовувати сугестивну гіпнотичну психотерапію Іполита Бернгайма в 1887 році, замінив її катартичним методом у 1899 році, більше не використовуючи гіпноз як засіб прямого навіювання, а для того, щоб викликати пригнічені почуття пацієнтів, пов'язані з травмами. Після практики використання вільних асоціацій у 1892 році Фройд повністю відмовився від гіпнозу наприкінці 1896 року. Черток пояснює це таким чином: «Відомо, що Фройд, виступаючи проти гіпнозу, заснував наукову психотерапію, якій судилося, як такій, стати психотерапією par excellence. Таким чином, інтерпретація та усвідомлення стали опорою лікування. Афективність у новому методі, безумовно, не можна скидати з рахунків, але в ньому можна виявити, що воно направляється на перенос, і завдяки цьому стає контрольованим і ставиться на службу знанням амбіції засновника психоаналізу [Фрейда], на рубежі століть який ще був дуже наповнений духом позитивізму» (" Par opposition à l'hypnose, Freud avait cru fonder une psychothérapie scientifique, destinée, comme telle, à devenir la psychothérapie par excellence. L'interprétation et la prise de conscience y constituaient le pivot de la cure. L'affectivité ne pouvait certes pas être éliminée de la nouvelle méthode mais elle se trouvait canalisée dans le transfert, et par là, dominée et mise au service de la connaissance. Telle était l'ambition du fondateur de la psychanalyse, en cette fin de siècle encore toute imprégnée d'esprit positiviste "). Борх-Якобсен поставив під сумнів саме цю позицію Фройда про те, що свідомість «домінує».
Бертран Меєст дорікнув Борх-Якобсену за прийняття без подальших обговорень застарілого погляду на гіпнотерапію, успадкованого від позитивістської інституційної медицини XIX століття. Крім того, він стверджує, що гіпноз слідує за станом абсолютної пасивності і, отже, завдає шкоди самопочуттю. На його думку, гіпноз викликається у людини, у якої вся свідомість відключена, істоти, повністю зануреної у внутрішнє «я», фактично маріонетки, яка мислить і живе, підкоряючись діям іншого. Він стає на бік Пюйсеґюра та Дельоза, стверджуючи, що усвідомлені, магнетичні явища, як припускається, встановлюють свого роду синергію між вищими функціями інтелекту та безпосередністю інстинкту.

### Випадок Анни О.
У 1996 році Борх-Якобсен завершив трактат про справу Берти Паппенгейм «Анна О.» з підзаголовком Une mystification centenaire («100-річна містифікація»), в якій, за словами Клода Меєра, " met un terme à l'un des mythes fondateurs de la psychanalyse « („поклав край одному з основоположних міфів психоаналізу“). Подібну думку відстоює Елізабет Лоенц, яка написала книгу про Паппенгейм, а також Пауль Роазен, який вважає цю працю важливим етапом університетського та історіографічного дослідження психоаналізу, а також ложкою дьогтю „захисників“ статус-кво».

## Публікації
- Le Sujet freudien («The Freudian Subject»), Flammarion, 1982 (revised in 1992).
- Hypnoses (with Éric Michaud and Jean-Luc Nancy), Éditions Galilée, 1984.
- Hypnose et psychanalyse («Hypnosis and psychoanalysis») (with Léon Chertok), Dunod, 1987.
- Lacan, le maître absolu, («Lacan, the absolute master»), Stanford University Press, 1991.
- Le lien affectif («The Emotional Tie»), Aubier Montaigne, 1992.
- Souvenirs d'Anna O.: une mystification centenaire («Memoirs of Anna O.: A 100-year old mystery»), 1996.
- Folies à plusieurs : de l'hystérie à la dépression («Many madnesses: from hysteria to depression»), Les Empêcheurs de penser en rond, 2002.
- Constructivisme et psychanalyse («Constructivism and psychoanalysis») (with Bernard Granger, debates with Georges Fischman), Le Cavalier Bleu, 2005.
- Le Livre noir de la psychanalyse («The Black Book of Psychoanalysis») (with Jean Cottraux, Jacques Van Rillaer, Didier Pleux) (Catherine Meyer, ed.), Les Arènes, 2005.
- Le dossier Freud. Enquête sur l'histoire de la psychoanalyse («Freud's dossier. An inquiry on the history of psychoanalysis») (co-authored with Sonu Shamdasani), Les Empêcheurs de penser en rond, 2006.
- Making Minds and Madness: From Hysteria to Depression, Cambridge University Press, 2009.
- Les Patients de Freud: Destins, Éditions Sciences Humaines, 2011.
- The Freud Files: An Inquiry into the History of Psychoanalysis (co-authored with Sonu Shamdasani). Cambridge University Press, 2012.
- Freud's Patients: A Book of Lives, Reaktion Books, 2021. Expanded edition of Les Patients de Freud: Destins, translated into English by Andrew Brown.

## Нагороди
- 1987 рік – Премія психе (присуджується Французькою асоціацією психіатричних досліджень)
- 1994 рік – Почесний лектор Саломона Каца з гуманітарних наук, Вашингтонський університет
- 1997 рік – Премія Gradiva за найкращу загальну книгу (присуджується Національною асоціацією сприяння розвитку психоаналізу).[6]